# Tuzamapande Galeana
Tuzamapande Galeana là một đô thị thuộc bang Puebla, México. Năm 2005, dân số của đô thị này là 5857 người.